# Tajuria pseudolonginus
Tajuria pseudolonginus är en fjärilsart som beskrevs av Doubleday 1847. Tajuria pseudolonginus ingår i släktet Tajuria och familjen juvelvingar. Inga underarter finns listade i Catalogue of Life.